# Óscar Mario Beteta
Óscar Mario Beteta Vallejo (Ciudad de México, 13 de enero de 1956), conocido como Óscar Mario Beteta, es un periodista y conductor de televisión mexicano.

## Reseña biográfica
Óscar Mario Beteta convivió con la política desde muy niño. Su abuelo, Ignacio Beteta, fue Jefe del Estado Mayor Presidencial en el gabinete del presidente Lázaro Cárdenas del Río. Su tío abuelo, Ramón Beteta, fue secretario de Hacienda en el gabinete del presidente Miguel Alemán Valdés y embajador de México en Italia. Su tío, Mario Ramón Beteta, fue secretario de Hacienda en el gabinete del presidente Luis Echeverría Álvarez. Aunque siempre quiso estudiar comunicación, diversas circunstancias lo llevaron a estudiar economía en la Universidad Anáhuac. Mientras estudiaba, trabajó en radio y en televisión. Comenzó en el Canal 11, donde inauguró el primer noticiero bursátil de la televisión. Simultáneamente, fue corredor de bolsa cuando la Bolsa Mexicana de Valores estaba en la calle de Uruguay.[cita requerida]

### Estudios
Previo a su carrera profesional en el ámbito periodístico, Óscar Mario Beteta fungió como corredor de bolsa y director de área en instituciones financieras tales como Comermex, Banamex y Serfín. Ha sido invitado para realizar entrevistas en exclusiva con presidentes, vicepresidentes y ministros de países tales como Vietnam, Austria, Bélgica, Cuba, Suiza, Estados Unidos, Corea del Sur, Hong Kong, Malasia, Bélgica, Nueva Zelanda, Japón, China, Hungría, Canadá, Argentina, Italia, Francia, España, Estados Unidos, así como a los ganadores del Premio Nobel de Química (1995, Mario Molina) y de Economía (2006, Edmund Phelps).[cita requerida]
Ha sido miembro del Directorio del Foro Económico Mundial (World Economic Forum) de Davos, Suiza; del Consejo Consultivo de Unicef México; del Consejo Consultivo de Consumo de la Procuraduría Federal del Consumidor; miembro asociado del Instituto Mexicano de Ejecutivos de Finanzas (IMEF), del Colegio Nacional de Economistas y desde 2008 es miembro del foro mundial de análisis económico-político Crans Montana Forum, con sede en Montecarlo-Principado de Mónaco.[cita requerida]

### Premios y reconocimientos
Entre los reconocimientos a los que ha sido acreedor, destacan dos premios nacionales en economía: el Premio Nacional Tlacaelel de Consultoría Económica, otorgado por Consultores Internacionales, y el concedido por la Cámara de Comercio de la Ciudad de México. Ha sido galardonado con el Premio Nacional de Periodismo por el Club de Periodistas de México, en tres ocasiones.[cita requerida]
Obtuvo la Presea José Pagés Llergo, el galardón por el mejor programa radiofónico que otorga La Casa del Periodista, y el Alas de Plata, por la Asociación Nacional de Locutores de México, A.C. Es miembro del jurado para el Premio Nacional de Periodismo en Quito, Ecuador. Se le concedió la Medalla José Vasconcelos y la Venera Benito Juárez, por la Universidad del Distrito Federal, y el II Premio México de Periodismo, otorgado por la Federación de Asociaciones de Periodistas Mexicanos, A.C. (Fapermex), el Master de Oro del Forum de Alta Dirección, Capítulo México, que preside el rey Juan Carlos I de España; la Musa de la Radio, que otorga la revista Voces al Aire; el Calendario Azteca de Oro, de la Asociación Mexicana de Periodistas de Radio y Televisión (AMPRyT); el Premio Excelsis de la Fundación Global Quality Foundation y se distingue su labor profesional por la Fundación Pagés Llergo en 2012, reconocimiento que también se ha otorgado a personajes como Carlos Slim Helú y al padre Alejandro Solalinde.[cita requerida]
La revista Líderes Mexicanos, en sus ediciones 2007, 2008, 2009, 2010, 2011, 2012, 2013 y 2014, lo incluyó entre los 300 personajes más influyentes en México; la Asociación Nacional de Locutores le entregó la medalla Mejor Conductor de Noticias. Obtuvo el Premio Defensa del Derecho a la Información, otorgado por la publicación Foro Jurídico, junto con otras personalidades como Jesús Murillo Karam, procurador general de la República, la ministra de la Suprema Corte de Justicia, Margarita Luna Ramos, el gobernador de Chihuahua, César Duarte Jáquez, y el expresidente de Colombia Álvaro Uribe.[cita requerida]
Desde junio del 2008, se convierte en el primer noticiario de la radio en México que abre su espacio para escuchar la voz de los migrantes radicados en Estados Unidos y en apoyar la conformación del Partido Migrante Mexicano.[cita requerida]
Durante años estuvo al frente del programa de análisis y entrevistas Visión 40, en Canal 40.
Con más de 30 años de presencia y experiencia en los medios de comunicación, su programa En Los Tiempos de la Radio, en Grupo Fórmula, se transmitió a toda la República Mexicana y sur de los Estados Unidos, y fue uno de los más influyentes y de mayor penetración hasta febrero de 2024. Actualmente es conductor del noticiero "Oscar Mario Beteta en El Heraldo" para El Heraldo de México[cita requerida]

## Premios y reconocimientos
- Premio Nacional "Tlacaelel" de Consultoría Económica  (premio, año)
- Premio Nacional de Periodismo (año)
- Presea José Pagés Llergo (año)
- El "Alas de Plata (premio, año)
- Medalla José Vasconcelos (año)
- Venera "Benito Juárez (año)